# Nagare Hagiwara
Mitsuo Hagiwara, mais conhecido como Nagare Hagiwara, (Tóquio, 8 de abril de 1952 - Tóquio, 22 de abril de 2015) foi um ator japonês. Entre tantos trabalhos na televisão e no cinema, destacam-se sua participação em filmes conhecidos como A Lenda dos Oito Samurais (1983), Kamata Kôshinkyoku (1982) e Fall Guy (1982). Faleceu vítima de um acidente de trânsito.